# Ferdinando II d'Austria
Ferdinando II di Tirolo Arciduca d'Austria, arciduca d'Austria (Linz, 14 giugno 1529 – Innsbruck, 24 gennaio 1595), è stato duca dell'Austria Anteriore e conte del Tirolo.

## Biografia
Era il secondo figlio maschio del futuro imperatore Ferdinando d'Asburgo e di Anna Jagellone. Nel 1547, su ordine del padre, gli venne affidato il governo della Boemia. Guidò inoltre la campagna contro i Turchi in Ungheria nel 1556.
Fin dal 1557 era segretamente sposato con Philippine Welser, figlia di un patrizio di Augusta, dalla quale ebbe diversi figli. Il matrimonio morganatico venne permesso dall'imperatore Ferdinando I solo nel 1559, a condizione che rimanesse segreto e che i figli, pur ricevendo l'appellativo "d'Austria", ereditassero solo se la discendenza in linea maschile della casa d'Asburgo si fosse totalmente estinta.
Dopo la morte del padre nel 1564, Ferdinando, secondo le disposizioni testamentarie, ricevette il governo del Tirolo e degli altri possedimenti dell'Austria Anteriore. Tuttavia, su richiesta del fratello maggiore, il nuovo imperatore Massimiliano II, rimase fino al 1567 a Praga, in qualità di governatore della Boemia.
Nei suoi domini Ferdinando promosse attivamente l'attuazione della Controriforma cattolica. Il suo zelo religioso gli valse la consegna dello stocco pontificio da due diversi pontefici: Papa Pio V nel 1568 e Papa Gregorio XIII nel 1582.
L'amore di Ferdinando per l'arte lo portò a formare la famosa collezione del castello di Ambras, iniziata già da quando si trovava ancora in Boemia. La collezione, che oggi fa parte del Kunsthistorisches Museum di Vienna, è sia una raccolta d'arte sia la Camera dell'arte e delle curiosità, una tipica wunderkammer del XVI secolo: particolarmente famose e preziose erano la galleria di ritratti e la collezione di armature, per le quali l'arciduca contrasse molti debiti.
Dopo la morte della moglie Philippine nel 1580, Ferdinando si risposò il 14 maggio 1582 con la nipote Anna Caterina Gonzaga, figlia di sua sorella Eleonora e di Guglielmo Gonzaga, duca di Mantova.
L'arciduca Ferdinando morì nel 1595: poiché i figli nati dal suo primo matrimonio non potevano ereditare e poiché dalle seconde nozze erano nate solo figlie femmine, il Tirolo venne riunito con le altre linee della casa d'Asburgo: la principessa Anna, la sua ultima figlia legittima, lo portò in dote allo sposo, l'imperatore Mattia d'Asburgo.

## Discendenza

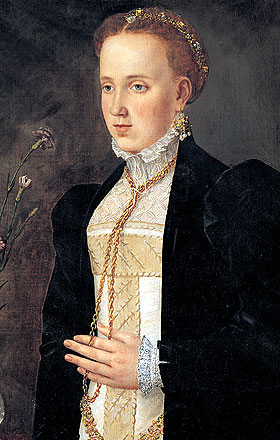
Ritratto di Philippine Welser.

Dalla prima moglie, Philippine Welser, ebbe quattro figli:
- Andrea d'Austria (15 giugno 1558 - 12 novembre 1600), creato cardinale nel 1576 da papa Gregorio XIII, margravio di Burgau nel 1578, vescovo di Costanza nel 1589 e vescovo di Bressanone nel 1591, padre di due figli illegittimi;
- Carlo d'Austria (22 novembre 1560 - 12 novembre 1627), divenne principe di Burgau. Sposò la sua prima cugina Sibylle von Cleves, figlia di Guglielmo di Jülich-Kleve-Berg e di sua zia Maria d'Austria, dalla quale non ebbe figli. L'amante Chiara Elisa di Ferrero gli diede tre figli illegittimi;
- Filippo d'Austria (7 agosto 1562 - 9 gennaio 1563);
- Maria d'Austria (7 agosto 1562 - 25 gennaio 1563), gemella di Philipp.

Dalla seconda moglie, Anna Caterina, ebbe tre figlie:
- Anna Eleonora d'Austria (26 giugno 1583 - 15 gennaio 1584);
- Maria d'Austria (16 giugno 1584 - 2 marzo 1649), monaca;
- Anna d'Austria (4 ottobre 1585 - 14/15 dicembre 1618), sposò il suo primo cugino, l'imperatore Matthias.

Ebbe inoltre almeno due figli illegittimi. La grande differenza di età fra i due suggerisce che nacquero da madri diverse:
- Veronika von Villanders (1551-1589), sposò Alessandro Gonzaga di Novellara,[2] signore di Campitello;
- Hans Christoph von Hertenberg (c. 1592 - 2 settembre 1613), avuto da Johanna Lydl von Mayenburg. Sposò Ursula Gienger.

## Ascendenza
|                         |                        |                            | Genitori                  |  |  | Nonni |  |  | Bisnonni                 |  |  | Trisnonni              |  |
|                         |                        |                            |                           |  |  |       |  |  | Massimiliano I d'Asburgo |  |  | Federico III d'Asburgo |  |
|                         |                        |                            |                           |  |  |       |  |  | Massimiliano I d'Asburgo |  |  | Federico III d'Asburgo |  |
|                         |                        | Eleonora d'Aviz            |                           |  |  |       |  |  | Massimiliano I d'Asburgo |  |  |                        |  |
| Filippo                 |                        |                            |                           |  |  |       |  |  | Massimiliano I d'Asburgo |  |  |                        |  |
|                         |                        | Maria di Borgogna          | Carlo I di Borgogna       |  |  |       |  |  |                          |  |  |                        |  |
|                         |                        | Maria di Borgogna          | Carlo I di Borgogna       |  |  |       |  |  |                          |  |  |                        |  |
|                         |                        | Maria di Borgogna          | Isabella di Borbone       |  |  |       |  |  |                          |  |  |                        |  |
| Ferdinando I d'Asburgo  |                        | Maria di Borgogna          |                           |  |  |       |  |  |                          |  |  |                        |  |
|                         |                        | Ferdinando II d'Aragona    | Giovanni II d'Aragona     |  |  |       |  |  |                          |  |  |                        |  |
|                         |                        | Ferdinando II d'Aragona    | Giovanni II d'Aragona     |  |  |       |  |  |                          |  |  |                        |  |
|                         |                        | Ferdinando II d'Aragona    | Giovanna Enríquez         |  |  |       |  |  |                          |  |  |                        |  |
| Giovanna di Castiglia   |                        | Ferdinando II d'Aragona    |                           |  |  |       |  |  |                          |  |  |                        |  |
|                         |                        | Isabella di Castiglia      | Giovanni II di Castiglia  |  |  |       |  |  |                          |  |  |                        |  |
|                         |                        | Isabella di Castiglia      | Giovanni II di Castiglia  |  |  |       |  |  |                          |  |  |                        |  |
|                         |                        | Isabella di Castiglia      | Isabella del Portogallo   |  |  |       |  |  |                          |  |  |                        |  |
| Ferdinando II d'Austria |                        | Isabella di Castiglia      |                           |  |  |       |  |  |                          |  |  |                        |  |
|                         | Casimiro IV di Polonia | Ladislao II di Polonia     |                           |  |  |       |  |  |                          |  |  |                        |  |
|                         | Casimiro IV di Polonia | Ladislao II di Polonia     |                           |  |  |       |  |  |                          |  |  |                        |  |
|                         | Casimiro IV di Polonia | Sofia Alšėniškė            |                           |  |  |       |  |  |                          |  |  |                        |  |
| Ladislao II di Boemia   | Casimiro IV di Polonia |                            |                           |  |  |       |  |  |                          |  |  |                        |  |
|                         |                        | Elisabetta d'Asburgo       | Alberto II d'Asburgo      |  |  |       |  |  |                          |  |  |                        |  |
|                         |                        | Elisabetta d'Asburgo       | Alberto II d'Asburgo      |  |  |       |  |  |                          |  |  |                        |  |
|                         |                        | Elisabetta d'Asburgo       | Elisabetta di Lussemburgo |  |  |       |  |  |                          |  |  |                        |  |
| Anna Jagellone          |                        | Elisabetta d'Asburgo       |                           |  |  |       |  |  |                          |  |  |                        |  |
|                         |                        | Gastone II di Foix-Candale | Giovanni di Foix-Candale  |  |  |       |  |  |                          |  |  |                        |  |
|                         |                        | Gastone II di Foix-Candale | Giovanni di Foix-Candale  |  |  |       |  |  |                          |  |  |                        |  |
|                         |                        | Gastone II di Foix-Candale | Margaret de la Pole       |  |  |       |  |  |                          |  |  |                        |  |
| Anna di Foix-Candale    |                        | Gastone II di Foix-Candale |                           |  |  |       |  |  |                          |  |  |                        |  |
|                         |                        | Caterina di Navarra        | Gastone IV di Foix        |  |  |       |  |  |                          |  |  |                        |  |
|                         |                        | Caterina di Navarra        | Gastone IV di Foix        |  |  |       |  |  |                          |  |  |                        |  |
|                         |                        | Caterina di Navarra        | Eleonora di Navarra       |  |  |       |  |  |                          |  |  |                        |  |
|                         |                        | Caterina di Navarra        |                           |  |  |       |  |  |                          |  |  |                        |  |